# Portal Cardona, Portal Manresa i El Casinet
Portal Cardona, Portal Manresa i El Casinet és un conjunt arquitectònic de Súria (Bages) protegit com a Bé Cultural d'Interès Local.

## Descripció
El portal de Cardona i el portal de Manresa són els dos accessos coneguts al Poble Vell, centre històric de Súria, al nord - oest i al sud del nucli.
El portal de Cardona es troba integrat dins el conjunt edificat del Casinet i la muralla de Súria. A la part exterior que dona al riu Cardener, s'obra un arc de mig punt. El pas de carrer, presenta un paviment de lloses de pedra i està cobert per un embigat de fusta i dos arcs apuntats.

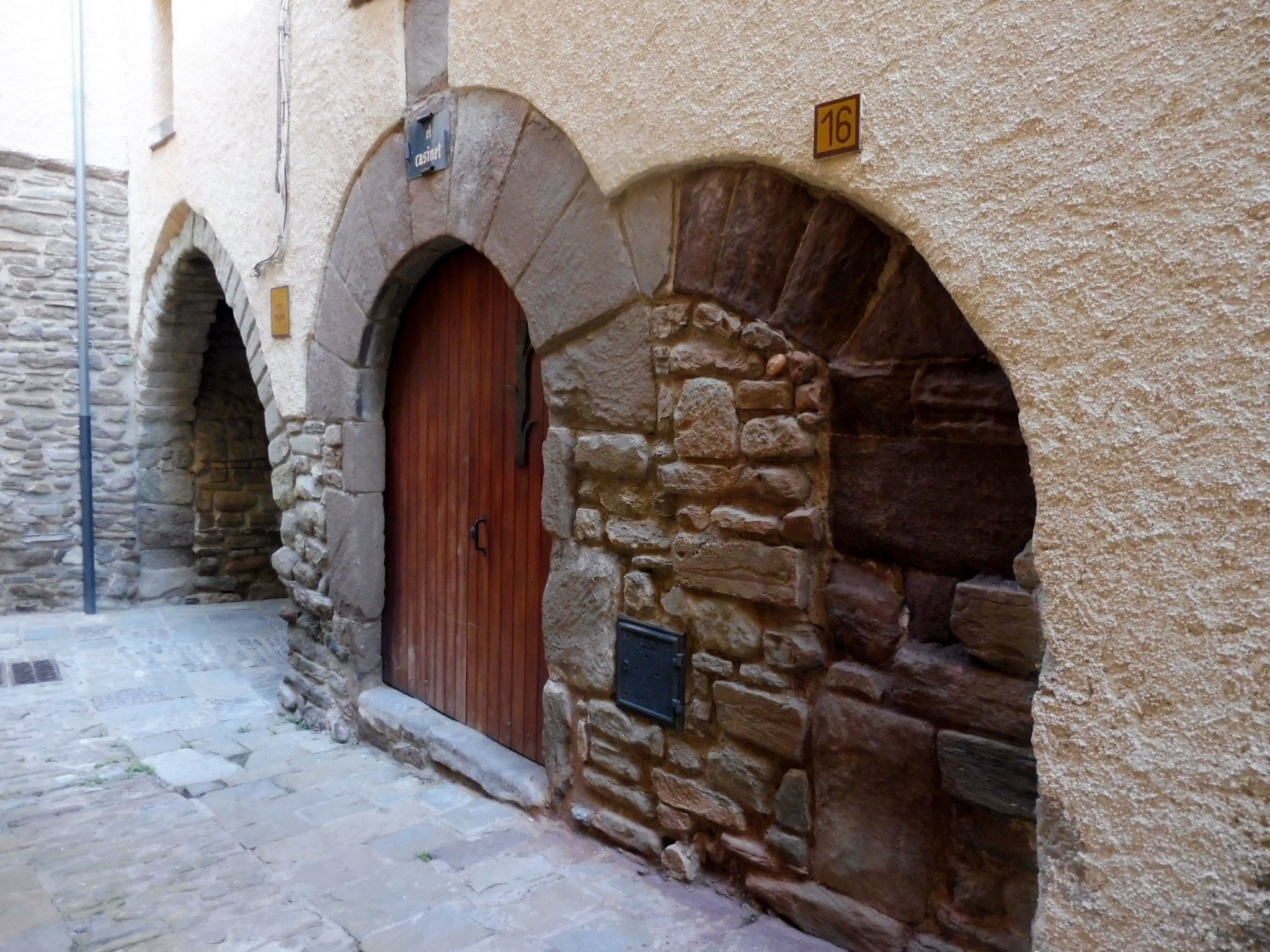
Portada del Casinet

El Casinet és una de les cases més grans del Poble Vell, situada al final del carrer Major. Les parets exteriors fan de muralla per la banda de ponent (medieval) i de tramuntana (possiblement dels segles XVII-XVIII).Com a elements destacats té el porxo, amb dos arcs apuntats i el mateix portal de Cardona.
El portal de Manresa, situat al final del carrer Sant Sebastià, dona pas al Poble Vell passant pel pas soterrat del carrer Mura. Conserva l'empedrat originari de grans lloses de pedra, així com un portal en forma d'arc rebaixat.